# Diócesis de Brooklyn
La diócesis de Brooklyn (en latín: Dioecesis Bruklynien(sis) y en inglés: Roman Catholic Diocese of Brooklyn) es una circunscripción eclesiástica latina de la Iglesia católica en Estados Unidos, sufragánea de la arquidiócesis de Nueva York. La diócesis tiene al obispo Robert John Brennan como su ordinario desde el 29 de septiembre de 2021.

## Territorio y organización

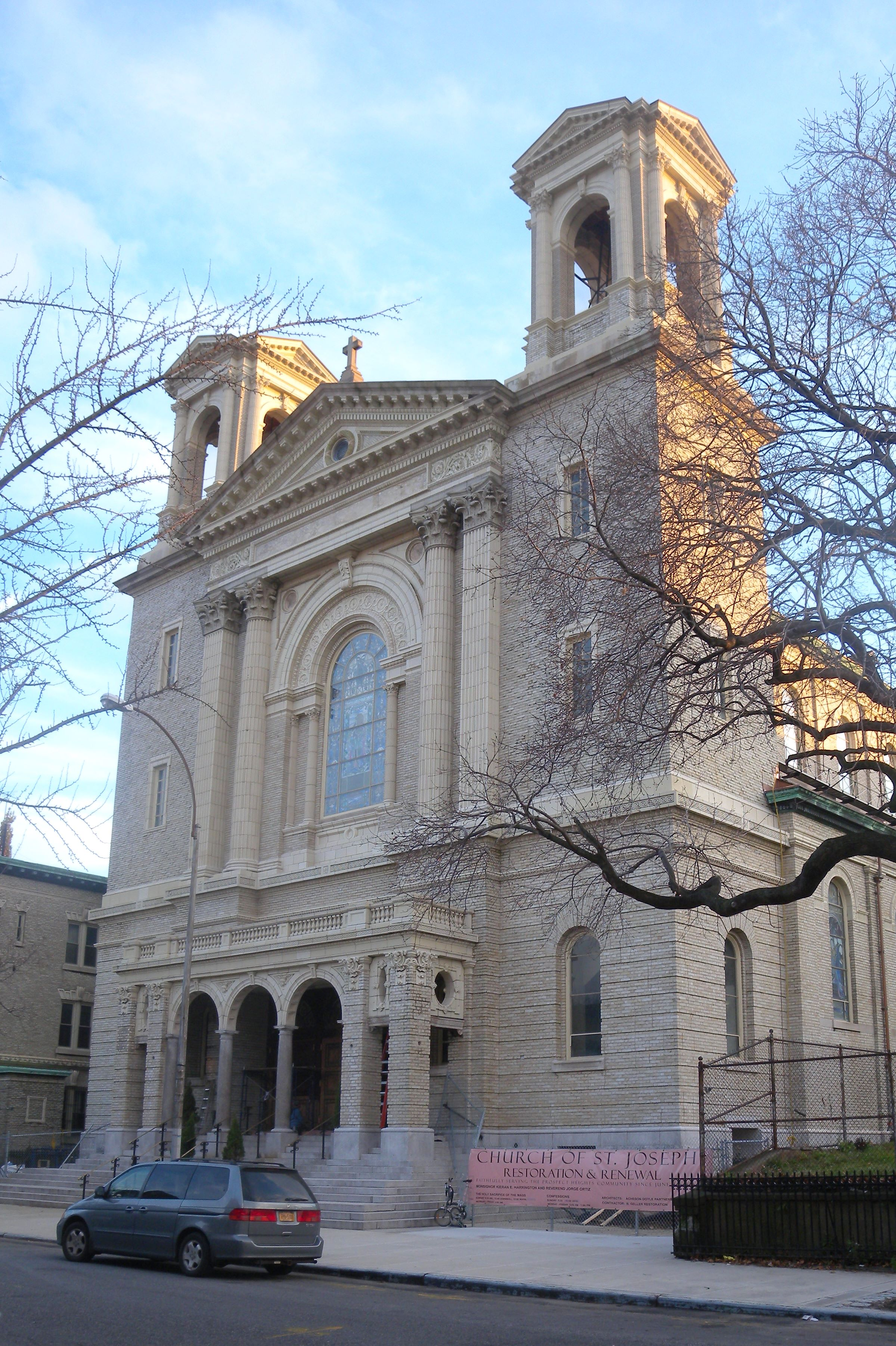
Concatedral de San José

La diócesis tiene 467 km² y extiende su jurisdicción sobre los fieles católicos de rito latino residentes en los borough de Brooklyn y de Queens en la ciudad de Nueva York, en el estado de Nueva York. Brooklyn es una diócesis compuesta por territorio 100% urbano.
La sede de la diócesis se encuentra en el borough de Brooklyn, en donde se halla la Catedral basílica de Santiago. Sin embargo, muchas celebraciones tienen lugar en la más grande basílica de Nuestra Señora del Perpetuo Socorro en el sur de Brooklyn. En 2013 la iglesia de San José fue elevada al rango de concatedral. La diócesis también incluye dos basílicas menores: Nuestra Señora del Perpetuo Socorro y la basílica de la Reina de la Paz.
La principal escuela secundaria superior (Cathedral Preparatory Seminary) también está ubicada en la catedral, a la que asisten aquellos que desean ingresar al seminario.
En 2020 en la diócesis existían 184 parroquias.

## Historia

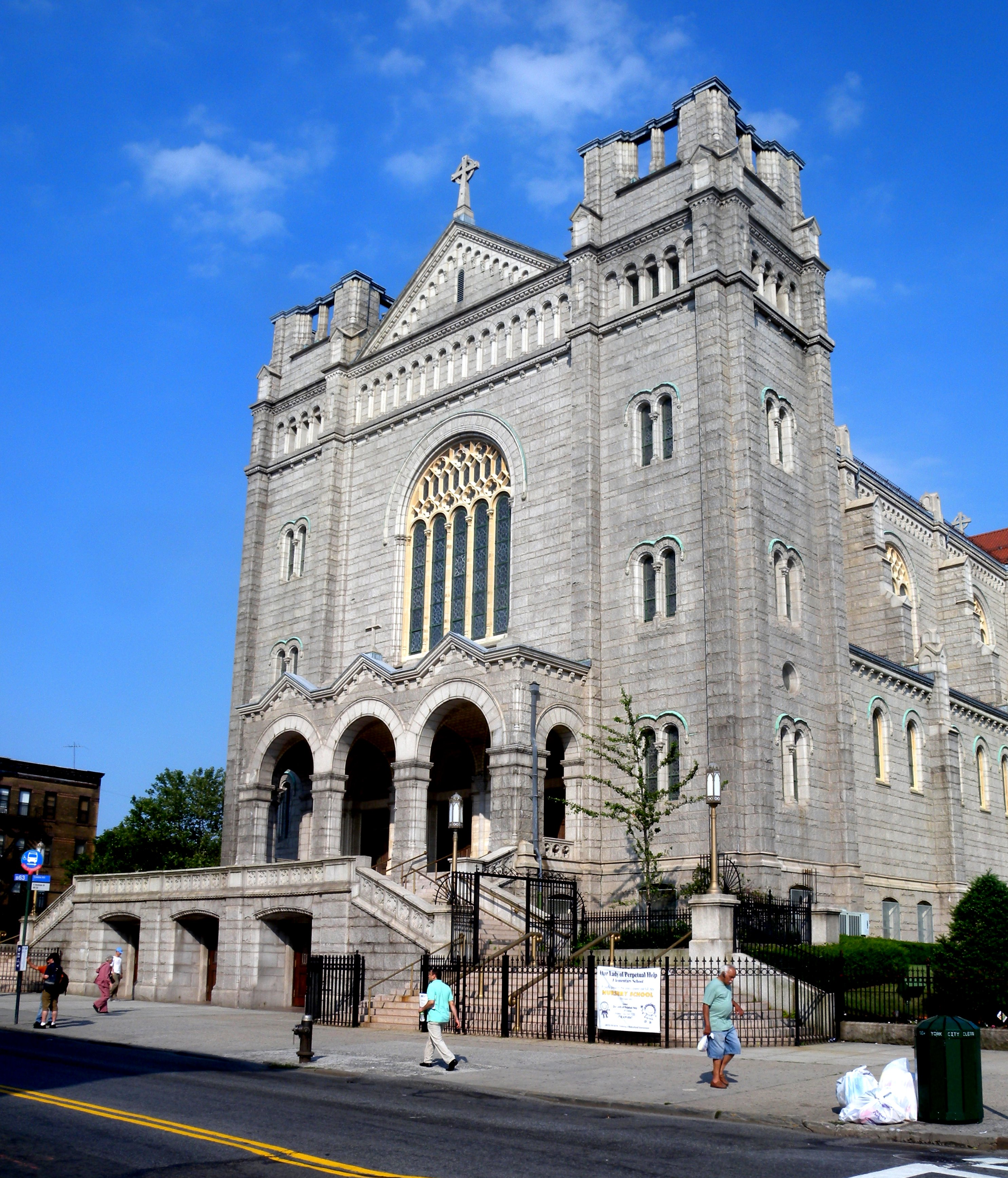
Basílica de Nuestra Señora del Perpetuo Socorro

La diócesis fue erigida el 29 de julio de 1853 con el breve De incolumitate del papa Pío IX, obteniendo el territorio de la arquidiócesis de Nueva York. Inicialmente extendió su jurisdicción sobre todo Long Island.
El 6 de abril de 1957 cedió el territorio de los condados de Nassau y Suffolk para la erección de la diócesis de Rockville Center mediante la bula Dum hodierni del papa Pío XII.

## Estadísticas
De acuerdo al Anuario Pontificio 2021 la diócesis tenía a fines de 2020 un total de 1 524 200 fieles bautizados.
| Año                                                                             | Población            | Población | Población      | Sacerdotes | Sacerdotes    | Sacerdotes    | Bautizados por sacerdote | Diáconos permanentes | Religiosos | Religiosos | Parroquias |
| Año                                                                             | Bautizados católicos | Total     | % de católicos | Total      | Clero secular | Clero regular | Bautizados por sacerdote | Diáconos permanentes | Varones    | Mujeres    | Parroquias |
| ------------------------------------------------------------------------------- | -------------------- | --------- | -------------- | ---------- | ------------- | ------------- | ------------------------ | -------------------- | ---------- | ---------- | ---------- |
| 1950                                                                            | 1 249 197            | 4 600 022 | 27.2           | 1428       | 1145          | 283           | 874                      |                      | 613        | 5150       | 307        |
| 1959                                                                            | 1 473 480            | 4 365 000 | 33.8           | 1167       | 879           | 288           | 1262                     |                      | 745        | 4207       | 216        |
| 1966                                                                            | 1 585 712            | 4 436 897 | 35.7           | 1377       | 1074          | 303           | 1151                     |                      | 961        | 4128       | 227        |
| 1970                                                                            | 1 489 325            | 4 436 897 | 33.6           | 1287       | 984           | 303           | 1157                     |                      | 840        | 3596       | 228        |
| 1976                                                                            | 1 210 185            | 4 589 186 | 26.4           | 1318       | 1067          | 251           | 918                      | 2                    | 610        | 2686       | 224        |
| 1980                                                                            | 1 470 000            | 4 432 000 | 33.2           | 1170       | 927           | 243           | 1256                     | 55                   | 534        | 2414       | 223        |
| 1990                                                                            | 1 533 204            | 4 239 400 | 36.2           | 1084       | 806           | 278           | 1414                     | 121                  | 512        | 1866       | 217        |
| 1999                                                                            | 1 625 547            | 4 216 060 | 38.6           | 905        | 685           | 220           | 1796                     | 174                  | 182        | 1273       | 218        |
| 2000                                                                            | 1 637 999            | 4 266 795 | 38.4           | 880        | 660           | 220           | 1861                     | 171                  | 419        | 1294       | 217        |
| 2001                                                                            | 1 815 998            | 4 694 705 | 38.7           | 848        | 638           | 210           | 2141                     | 145                  | 386        | 1326       | 217        |
| 2002                                                                            | 1 816 000            | 4 694 705 | 38.7           | 830        | 629           | 201           | 2187                     | 151                  | 408        | 1189       | 217        |
| 2003                                                                            | 1 824 642            | 4 689 802 | 38.9           | 847        | 656           | 191           | 2154                     |                      | 398        | 1153       | 217        |
| 2004                                                                            | 1 826 592            | 4 694 705 | 38.9           | 755        | 584           | 171           | 2419                     | 153                  | 362        | 1097       | 216        |
| 2006                                                                            | 1 556 575            | 4 712 506 | 33.0           | 771        | 600           | 171           | 2018                     | 147                  | 348        | 1078       | 216        |
| 2010                                                                            | 1 453 000            | 4 865 000 | 29.9           | 708        | 544           | 164           | 2052                     | 179                  | 312        | 868        | 206        |
| 2012                                                                            | 1 567 000            | 4 882 000 | 32.1           | 689        | 524           | 165           | 2274                     | 214                  | 299        | 872        | 188        |
| 2015                                                                            | 1 556 575            | 4 888 324 | 31.8           | 540        | 391           | 149           | 2882                     | 218                  | 275        | 759        | 186        |
| 2018                                                                            | 1 500 000            | 4 962 204 | 30.2           | 671        | 486           | 185           | 2235                     | 254                  | 280        | 644        | 186        |
| 2020                                                                            | 1 524 200            | 5 042 400 | 30.2           | 649        | 469           | 180           | 2348                     | 228                  | 270        | 601        | 184        |
| Fuente: Catholic-Hierarchy, que a su vez toma los datos del Anuario Pontificio. |                      |           |                |            |               |               |                          |                      |            |            |            |

### Escuelas elementales
- Archbishop Molloy High School (Queens)
- Bishop Ford Central Catholic High School (Brooklyn)
- Bishop Kearney High School (Nueva York)
- Bishop Loughlin Memorial High School (Brooklyn)
- Cathedral Preparatory Seminary (Queens)
- Catherine McAuley High School (Brooklyn)
- Christ The King Regional High School (Queens)
- Fontbonne Hall Academy (Brooklyn)
- Holy Cross High School (Queens)
- Lourdes Academy High School (Brooklyn)
- Monsignor McClancy Memorial High School
- Nazareth Regional High School (Brooklyn)
- St. Agnes High School (Queens)
- St. Edmund Preparatory High School (Brooklyn)
- St. Francis Preparatory School (Queens)
- St. John's Preparatory School (Nueva York)
- St. Joseph High School (Brooklyn)
- Saint Saviour High School of Brooklyn
- Stella Maris High School (Queens)
- The Mary Louis Academy (Queens)
- Xaverian High School (Brooklyn)

## Episcopologio
- John Loughlin † (29 de julio de 1853-29 de diciembre de 1891 falleció)
- Charles Edward McDonnell † (11 de marzo de 1892-8 de agosto de 1921 falleció)
- Thomas Edmund Molloy † (21 de noviembre de 1921-26 de noviembre de 1956 falleció)
- Bryan Joseph McEntegart † (16 de abril de 1957-15 de julio de 1968 retirado[10])
- Francis John Mugavero † (15 de julio de 1968-20 de febrero de 1990 retirado)
- Thomas Vose Daily † (20 de febrero de 1990-1 de agosto de 2003 retirado)
- Nicholas Anthony DiMarzio (1 de agosto de 2003-29 de septiembre de 2021 retirado)
- Robert John Brennan, desde el 29 de septiembre de 2021